# Kimberly Cheatle
Kimberly A. Cheatle est une agente des forces de l'ordre américaine qui occupe le poste de directrice du United States Secret Service de septembre 2022 à juillet 2024. Elle a précédemment occupé plusieurs rôles au sein du United States Secret Service pendant 25 ans.

## Carrière
Kimberly Cheatle, née à Hinsdale (Illinois), rejoint le United States Secret Service en 1995. En 2017 et 2018, elle occupe le poste de directrice adjointe. Elle a également servi comme agente spéciale responsable du bureau de Grand Rapids, dans le Michigan. Elle devient la première femme à occuper le poste de directrice des opérations de protection, un département chargé de la protection du président et de hautes personnalités, et gère un budget de plus de 133,5 millions de dollars. Pendant son mandat, Kimberly Cheatle est affectée à la division de protection du vice-président pendant l'administration Obama.
De 2019 à 2022, Kimberly Cheatle occupe le poste de directrice principale de la sécurité mondiale chez PepsiCo, où elle est responsable de la direction et de la mise en œuvre des protocoles de sécurité pour les installations de l'entreprise en Amérique du Nord. Son rôle implique le développement de l'évaluation et de l'atténuation des risques,.
En 2021, le président américain Joe Biden décerne à Kimberly Cheatle un Presidential Rank Award pour ses performances exceptionnelles. En août 2022, Biden annonce la nomination de Cheatle au poste de directrice du United States Secret Service,, et elle prend ses fonctions le 17 septembre 2022. Kimberly Cheatle prend la tête du Secret Service après « quelques mois turbulents au cours desquels l'agence, surtout connue pour la protection des présidents, faisait face à des controverses liées à l'attaque du 6 janvier 2021 contre le Capitole des États-Unis ».
Le 15 juillet 2024, au lendemain de la tentative d'assassinat de Donald Trump dont la sécurité est assurée par le Secret Service, Kimberly Cheatle annonce qu'elle assume la responsabilité et ne démissionne pas malgré les nombreux appels de la part des élus,. Le 23 juillet 2024, après avoir été auditionnée devant le Congrès, elle annonce démissionner. Durant son audition par le United States House Committee on Oversight and Accountability, elle révèle que Trump bénéficie d'un plan de continuité des opérations.